# 青江覚峰
青江 覚峰（あおえ かくほう、1977年3月14日 - ）は、日本の浄土真宗東本願寺派の僧侶。東京都台東区出身。本郷中学校・高等学校卒、カリフォルニア州立大学フレズノ校にてMBA取得。法名は「釈覚峰」（しゃく かくほう）で、緑泉寺の住職。

## 略歴
寺社フェス「向源」の副代表を務め、2003年には仏教超宗派で集うインターネット寺院「彼岸寺」を立ち上げる。さらに暗闇での食育イベント「暗闇ごはん」、暗闇での地域再生企画「暗闇の旅路」などを主催している。
2003年にアメリカカリフォルニア州立大学フレスノ校にてMBA取得
2005年に日本初、お寺発のブラインドレストラン「暗闇ごはん」スタート
2013年、United States Army Japan and I-Corps (FWD) Certificate of Appreciationを受ける
2014年、内閣総理大臣夫人安倍昭恵校長による「UZUの学校」講師
2014年、NHK Eテレ「趣味Do楽　いただきます〜お寺のごはん」　担当講師
2016年、国際交流基金/各国大使館主催でヨーロッパへ和食とお寺の料理を伝える講演ツアー
2017年、株式会社なか道創業、代表取締役就任
2023年、　一般社団法人精進料理協会　代表理事就任

## 家族
三児の父で、妻は『お寺に嫁いでしまった。』(青江美智子 2007)著者の青江美智子である。

## 著書

### 監修
- 『サチのお寺ごはん』（コミック）（秋田書店、2015年11月。ISBN 978-4-253-15961-6）

### 単著
- 『毎日食べたい いまどき 精進ごはん』（オレンジページ、2024年7月。ISBN 9784865936643）
- 『人と組織が変わる 暗闇ごはん』（徳間書店、2020年2月。ISBN 978-4198650421）
- 『お寺ごはん』（ディスカヴァー・トゥエンティワン、2012年11月。ISBN 978-4-7993-1248-3）
- 『西洋お寺ごはん』（ディスカヴァー・トゥエンティワン、2018年11月。ISBN 978-4-7993-2390-8）
- 『いつものお寺のおかず』（光文社、2015年9月。ISBN 978-4-3349-7836-5）
- 『お寺のおいしい精進ごはん』（宝島社、2014年8月。ISBN 978-4-8002-2986-1）
- 『料理僧が教える - ほとけごはん - 食べる「法話」十二ヵ月』（中公新書ラクレ、2014年1月。ISBN 978-4-12-150483-8）

### 共著
- 『小さな心から抜け出す お坊さんの1日1分説法』（永岡書店、2013年2月。ISBN 978-4-522-43171-9）
- 『お坊さんはなぜ夜お寺を抜け出すのか』（現代書館、2010年7月。ISBN 978-4-7684-5635-4）
- 『和綴じで綴じる　写経入門』（主婦の友社、2010年6月。ISBN 978-4-07-272879-6）

### 連載
- 『共同通信』「食で向き合う，お寺の心」
- 『読売新聞』「おいしい」
- 『朝日クッキングサークル』

## テレビ出演
- 『堀潤モーニングFLAG[7]』（2022年9月21日　東京MXテレビ）
- 『趣味どきっ！[8]』（2021年12月12/22日、12月29日　Eテレ）
- 『おはよう日本　まちかど情報室』（2021年4月26日、5月3日　NHK）
- 『おしゃれイズム[9]』（2019年9月22日　日本テレビ）
- 『クイズ　ザ！モノシリスト[10]』（2019年1月13日、20日　BS朝日）
- 『シブ５時　シェフのひと技』（2018年12月26-27日、2019年1月9-10日、2020年4月2-3日、2020年10月14日、2021年6月23日、2021年7月19日　NHK）
- 『世界一受けたい授業』「お寺ごはん[11]」（2018年7月14日　日本テレビ）
- 『趣味Do楽』「いただきます お寺のごはん 〜心と体が潤うレシピ[12]」（2014年 - 2015年） - 講師（NHK Eテレ）
- 『おかずのクッキング』（不定期　テレビ朝日）
- 『サチのお寺ごはん』（監修　2017年7月 - 2017年9月　メ～テレ）

## 映画
- 『もったいないキッチン』（2020年、監督　ダーヴィド・グロス）

## インターネット放送出演
- 『浅草女子飲み46』（2018年6月14日　FRESH!）- ゲスト出演